# Gmina Örkelljunga
Gmina Örkelljunga (szw. Örkelljunga kommun) – gmina w Szwecji, w regionie Skania, z siedzibą w Örkelljundze.
Pod względem zaludnienia Örkelljunga jest 228. gminą w Szwecji. Zamieszkuje ją 9500 osób, z czego 49% to kobiety (4655) i 51% to mężczyźni (4845). W gminie zameldowanych jest 502 cudzoziemców. Na każdy kilometr kwadratowy przypada 29,55 mieszkańca. Pod względem wielkości gmina zajmuje 224. miejsce.